# Elfje Willemsen
Pour les articles homonymes, voir Willemsen.
Elfje Willemsen, née le 11 janvier 1985 à Turnhout en Belgique, est une bobeuse belge et ancienne javelotiste.

## Biographie
Après avoir pratiqué l'athlétisme, Elf Willemsen s'est orientée en 2005 vers le bobsleigh. Elle vit à Ravels-Eel.

## Jeux olympiques 2014
Elfje Willemsen participe aux Jeux olympiques 2014 à Sotchi en bob à deux où elle occupe le poste de pilote. Avec Hanna Mariën comme freineuse, elle termine au sixième rang.

## Palmarès

### Coupe du monde
- 5 podiums  : 
  - en bob à 2 : 5 deuxièmes places.